# أكسيجيرس كيراودريني
أُكْسِيجِيرُس كيراودريني (الاسم العلمي: Oxygyrus keraudrenii)، نوع حيوان بحرية من الرخويات بطنيات القدم اللامتجانسة وفصيلة الأطلنطيات. وهو النوع الوحيد في جنس أُكْسِيجِيرُس.